# James Drummond (2e duc de Perth)
Pour les articles homonymes, voir James Drummond et Drummond.
James Drummond, 2e duc de Perth, (1674-17 avril 1720) est un noble écossais. Il hérite de la pairie créée pour son père, James Drummond (4e comte de Perth), par les monarques Stuart exilés à Saint-Germain. 

## Biographie
Fils aîné et héritier du 1er duc et du 4e comte et de sa première épouse, Lady Jane, fille de William Douglas (1er marquis de Douglas), il fait ses études au Collège des Écossais à Paris. 
En 1689, il accompagne le roi Jacques II en Irlande et dirige la cavalerie à la bataille de Sheriffmuir. Ensuite, il rejoint John Erskine (6e comte de Mar) lors de la Rébellion jacobite de 1715 en Écosse. Il s'enfuit en France avec le roi le 6 février et est mis hors la loi le 17 février 1716. En tant que marquis de Drummond, il est créé chevalier du chardon en mars 1705, lorsqu'il devient maître du cheval. Il succède à son père le 11 mai 1716, mais à la suite de sa mise hors la loi, il n'est pas reconnu par le gouvernement britannique. Il est décédé à Paris à l'âge de 46 ans, et est enterré au Collège écossais. 

## Famille
Il épouse (contrat daté du 5 août 1706) Lady Jean, fille de George Gordon (1er duc de Gordon) et d'Elizabeth, fille de Henry Howard (6e duc de Norfolk). Lady Jean est emprisonnée au château d'Édimbourg de février à novembre 1746 pour son rôle dans le soulèvement de 1745 et est décédée à Stobhall, dans le Perthshire, le 30 janvier 1773, à environ 90 ans. 
Ses fils lui succèdent : 
- James Drummond (3e duc de Perth) (en) (1713-1746) (mis hors la loi, décédé célibataire).
- John Drummond (4e duc de Perth) (en) (1716 - 1747) (mis hors la loi, décédé célibataire).

Le titre passe ensuite aux fils du 1er duc par ses deuxième et troisième épouses. 